# Fontaine-lavoir de Loray
La Fontaine-lavoir de Loray (appelée aussi Fontaine ronde) est une fontaine située sur la commune de Loray dans le département français du Doubs.

## Localisation
La fontaine-lavoir est située à proximité de l'église de Loray, à l'intersection des rue de la mairie et rue de l'église

## Histoire
La fontaine est construite sur les plans de l'architecte bisontin Alphonse Delacroix en 1851, date que l'on retrouve sur le linteau de l'entrée en chiffres romains.
La fontaine-lavoir de Loray est inscrite aux monuments historiques par arrêté du 6 mars 1979.

## Architecture
De forme circulaire, la fontaine est abritée par une coupole soutenue par des colonnes cannelées surmontées de chapiteaux doriques